# سامول بابایان (مربی فوتبال)
سامول ویاچسلاوی بابایان (ارمنی: Սամվել Վյաչեսլավի Բաբայան زاده ۱۹۷۱ در تاشکند) مربی فوتبال ارمنی‌تبار اهل ازبکستان است.
وی سابقه مربی‌گری در تیم ملی فوتبال ازبکستان را در کارنامه دارد.
وی در ۲۰۱۴ با کسب ۲۵۴ امتیاز به عنوان برترین مربی سال فوتبال ازبکستان برگریده شد.